# لوبيرات الكنتور (الكنتور)
لوبيرات الكنتور هي إحدى مشيخات المملكة المغربية، تتبع جغرافيا لإقليم اليوسفية وإداريًا لالكنتور. يقدر عدد سكانها بـ 7074 نسمة حسب الإحصاء الرسمي للسكان والسكنى لسنة 2004.